# Fotbal Club Botoșani 2013-2014
Questa voce raccoglie le informazioni riguardanti il Fotbal Club Botoșani nelle competizioni ufficiali della stagione 2013-2014.

## Rosa
Fonte:
| N. |                     | Ruolo | Calciatore       |
| -- | ------------------- | ----- | ---------------- |
|    | Romania (bandiera)  | P     | Vasile Curileac  |
|    | Romania (bandiera)  | P     | David Lazăr      |
|    | Romania (bandiera)  | P     | Dorian Perianu   |
|    | Romania (bandiera)  | D     | Florin Acsinte   |
|    | Romania (bandiera)  | D     | Valeriu Bordeanu |
|    | Romania (bandiera)  | D     | Ciprian Dinu     |
|    | Uruguay (bandiera)  | D     | Silvio Dorrego   |
|    | Lettonia (bandiera) | D     | Deniss Ivanovs   |
|    | Romania (bandiera)  | D     | Sergiu Oltean    |
|    | Romania (bandiera)  | D     | Andrei Patache   |
|    | Romania (bandiera)  | D     | Răzvan Tincu     |
|    | Serbia (bandiera)   | D     | Miloš Živković   |
|    | Romania (bandiera)  | C     | Mihai Bordeianu  |
|    | Romania (bandiera)  | C     | Claudiu Codoban  |

| N. |                               | Ruolo | Calciatore        |
| -- | ----------------------------- | ----- | ----------------- |
|    | Romania (bandiera)            | C     | Marius Croitoru   |
|    | Romania (bandiera)            | C     | Cristian Danci    |
|    | Romania (bandiera)            | C     | Sebastian Ghinga  |
|    | Romania (bandiera)            | C     | Claudiu Juncănaru |
|    | Estonia (bandiera)            | C     | Eino Puri         |
|    | Romania (bandiera)            | C     | George Tăban      |
|    | Romania (bandiera)            | C     | Gabriel Vașvari   |
|    | Lituania (bandiera)           | C     | Aurimas Vertelis  |
|    | Romania (bandiera)            | A     | George Cârjan     |
|    | Romania (bandiera)            | A     | István Fülöp      |
|    | Romania (bandiera)            | A     | Attila Hadnagy    |
|    | Romania (bandiera)            | A     | Eduard Sandu      |
|    | Macedonia del Nord (bandiera) | A     | Aco Stojkov       |